# Santa María en Monti (título cardenalicio)
Santa María en Monti es un título cardenalicio de la Iglesia Católica. 
Fue instituido por el papa Juan XXIII en 1960 con la constitución apostólica E sacris almae.

## Titulares
- Rufino Jiao Santos (31 de marzo de 1960 - 3 de septiembre de 1973)
- Jaime Lachica Sin (24 de mayo de 1976 - 21 de junio de 2005)
- Jorge Liberato Urosa Savino (24 de marzo de 2006 - 23 de septiembre de 2021)
- Jean-Marc Aveline (desde el 27 de agosto del 2022)